# Михайлов, Лев Николаевич
Лев Никола́евич Миха́йлов (29 мая 1936, село Березовка Красноярского края — 9 февраля 2003, Торремолинос, Испания) — русский советский кларнетист и саксофонист, доцент Московской консерватории, заслуженный артист Удмуртской АССР.

## Биография
Игре на кларнете Михайлов начал обучаться в Новосибирской военно-музыкальной школе, по окончании которой в 1952 году был направлен в Москву в Отдельный показательный оркестр Министерства обороны СССР. В 1958 году Михайлов поступил в Московскую Консерваторию в класс профессора А. В. Володина. Михайлов — лауреат первой премии международного конкурса на Всемирном фестивале молодёжи и студентов (Хельсинки, 1962), Всесоюзного конкурса музыкантов-исполнителей на оркестровых инструментах (Ленинград, 1963). В том же 1963 году Михайлов окончил Консерваторию и спустя год был приглашён вести в ней класс кларнета (с 1981 — доцент). В 1961—1963 работал в оркестре Центрального телевидения и всесоюзного радио под управлением Юрия Силантьева, в 1963—1966 — в симфоническом оркестре Гостелерадио, с 1966 по 1971 — в оркестре Большого театра. В 1970 году исполнил роль Музыканта (Кларнетиста) в составе Квинтета С. Р. Сапожникова в телебалете «Трапеция» на музыку С. С. Прокофьева. С 1971 по 1986 был солистом-регулятором Государственного академического симфонического оркестра СССР под управлением Евгения Светланова (исполнял, как правило, партии первого и третьего кларнетов, а также кларнета-пикколо). В 1991 году Михайлов уехал в Испанию, после того как его жена Инна Манолова-Гуревич получила должность профессора альта в филармоническом оркестре города Малага. 
Лев Николаевич Михайлов  также   сотрудничает с этим музыкальным коллективом. Он не только с блеском исполняет такие виртуознейшие партии, как, например, партия кларнета пикколо в «Тиль Уленшпигеле» Рихарда Штрауса, но и поражает испанскую публику необычной красотой звучания на кларнетах и саксофонах. "Человек- оркестр",легендарный музыкант   исполняет тему «Болеро» Равеля ,звучащую в разных тембрах, на трёх инструментах( двух из семейства саксофонов и  кларнете пикколо), что отмечается музыкальной критикой в одной из мадридских газет. Запоминаются и  соло саксофона в «Картинках с выставки» М. П. Мусоргского , сюите «Ромео и Джульете» С. С. Прокофьева  и других произведениях. Одновременно Михайлов Л.Н. продолжает свою пропаганду инструментов семейства кларнетов и саксофонов в классической камерной музыке, давая концерты  трио (кларнет, альт и ф-но) вместе с испанским пианистом Хосе Мануэль Падийя и  альтисткой Инной Маноловой Гуревич. Кроме того Л.Н. Михайлов  создаёт оригинальный русский семейный  квартет солистов "Мария Нянькина", имитирующий звучание симфонического оркестра. Кларнеты, саксофоны -Лев Михайлов,скрипка-Анастасия Кондакова, альт -Инна Манолова,  тромбон -Александр Нянькин. Здесь же , в Испании,кларнетист  развивает свою деятельность в качестве профессора.Его неоднократно приглашают в жюри  международных конкурсов Германии, а также Польши.Музыкант продолжает передавать своё мастерство  студентам из разных стран — Испании, Италии, Германии, Голландии и России. Одновременно продолжается и редакторская деятельность:осуществляется новая, вторая редакция «Школы игры на саксофоне»(хранится в испанских архивах вдовы музыканта Инны Маноловой Гуревич) . Л.Н. Михайлов начинает писать свои воспоминания, из которых особо выделяются живые рассказы о пианистке Марии Юдиной и дирижёре Евгении Светланове. Лев Николаевич Михайлов скончался в Торремолиносе, (Малага) 9 февраля 2003 года.

## Творчество
Основной сферой интересов Михайлова была музыка современных композиторов. Первые его записи относятся к началу 1960-х годов. В его исполнении впервые в СССР прозвучали произведения Бартока, Стравинского, Берга, Хиндемита, Онеггера, Пуленка и других композиторов, музыку которых в то время исполнять было не принято. Михайлов (соло и в ансамбле) также исполнял музыку Моцарта, Шуберта, Глинки.

## Саксофон
Ещё будучи солистом оркестра Министерства обороны, Михайлов начал осваивать саксофон, а в 1960-е годы исполнил ряд произведений, написанных для этого инструмента, по тем временам очень редкого в СССР. В течение долгого времени он добивался открытия в Московской Консерватории класса академического саксофона, но это ему удалось только в 1974 году. Он также исполнял партию саксофона в "Симфонических танцах "Рахманинова, «Болеро» Равеля, «Картинках с выставки» Мусоргского — и других оркестровых произведениях. Михайлов по праву считается основоположником отечественной школы исполнения на классическом саксофоне, хотя и до него в СССР были академические саксофонисты.
Среди композиторов, посвящавших Михайлову свои сочинения для кларнета и саксофона — Эдисон Денисов, Вячеслав Артёмов, София Губайдулина, Николай Пейко, Дмитрий Смирнов,Елена Фирсова. Он играл с Марией Юдиной, Виктором Пикайзеном, Гидоном Кремером и другими выдающимися музыкантами. Михайлов — обладатель премий различных конкурсов и фестивалей (в том числе Всемирного конгресса саксофонистов в Бордо в 1974 году, за выступление на котором он получил в качестве приза саксофон фирмы «Buffet-Crampon»), основатель первого в СССР классического квартета саксофонов. В состав этого ансамбля-пионера, названного Московским квартетом саксофонов, входили выдающиеся исполнители: художественный руководитель Лев Михайлов (саксофон сопрано), лауреаты международного конкурса в Загребе ,ныне профессор РАМ им. Гнесиных Александр Осейчук (саксофон альт) и солист Государственного академического симфонического оркестра Алексей Набатов (саксофон тенор), солист Большого симфонического оркестра Радио Владимир Ерёмин (саксофон баритон).
Михайлов — один из крупнейших музыкантов СССР и мира. Неоценимы его заслуги как солиста, камерного и оркестрового исполнителя, педагога. Среди его учеников — Доктор искусствоведения, профессор Московской консерватории кларнетист Валерий Березин, профессор Российской Музыкальной Академии саксофонист Александр Осейчук, солист Академического оркестра Московской филармонии кларнетист Игорь Панасюк, профессор и солист кларнетист Антон Дреслер (Италия), профессор кларнета и дирижёр духового оркестра Мускильда Очоа (Испания), солист кларнетист Штутгартского симфонического оркестра Игорь Абрамов(Германия) и другие.

## Дискография
В 2004 году звукозаписывающая фирма VistaVera выпустила ряд дисков с записями выдающихся кларнетистов. Второй диск серии «Виртуозы кларнета» целиком посвящён Льву Михайлову: в его исполнении вместе с Марией Юдиной и Виктором Пикайзеном звучат две прелюдии Дебюсси в переложении для кларнета и фортепиано, Соната для кларнета и фортепиано Пуленка, Сонатина для кларнета и фортепиано Онеггера, Три пьесы для кларнета соло Стравинского, Четыре пьесы для кларнета и фортепиано Берга, Соната для кларнета и фортепиано Хиндемита и Трио «Контрасты» для скрипки, кларнета и фортепиано Бартока (записи 1963―67 годов). Кроме того, существуют записи ансамблей с участием Михайлова, сделанные той же фирмой: Патетическое трио Глинки, Октет Шуберта, Концертная симфония Моцарта. Записи Михайлова-саксофониста сохранились в архиве фонотеки Московской консерватории, а также в испанском архиве вдовы музыканта Инны Маноловой Гуревич.